# Tensegrita

Nejjednodušší tensegritní struktura, tzv. T3 prism (T3 hranol). Zeleně jsou vyznačeny pevné části namáhané na tlak, červeně pružné části namáhané na tah

Tensegrita (z anglických slov tension a integrity) je princip strukturálního vztahu, ve kterém spolupůsobí pevná tělesa namáhaná na tlak a sítě přenášejících čistě tah. Vytváří se tak statické soustavy prostorových těles, které si díky rovnováze napětí (tension) zachovávají svou celistvost (integrity). Tahová a tlaková část tensegritního tělesa proti sobě vzájemně tlačí a vzniká tak rovnováha sil. Tensegrita je vztah fungující v živém i neživém světě. Člověk ji aplikuje například v architektuře a stavebnictví, příroda v živých organismech.
Část namáhaná na tlak může být jakékoliv pevné těleso s lepšími tlakovými vlastnostmi (kovová, dřevěná tyč, kost) a část namáhanou na tah tvoří pružné těleso s lepšími tahovými vlastnostmi (lano, provázek, gumička, sval). Tvar tensegritní struktury je tedy určen uzavřeným spojitým tahovým chováním systému a ne nesouvislými a lokálními vlastnostmi jeho jednotlivých částí.

## Vlastnosti
- Výhodou tensegritních struktur je nízká hmotnost a vysoká pevnost i pružnost.
- Selhání může nastat pokud je narušeno napětí tahové části nebo pokud se zlomí část tlaková.[2]
- Pokud má být tensegritní struktura tužší, je třeba zvýšit napětí tahových částí (provazů, lan,…).
- Jediné slabé či nevyvážené místo v tensegritní struktuře znamená zhroucení a zánik vzájemné rovnováhy sil.

## Objev tensegrity

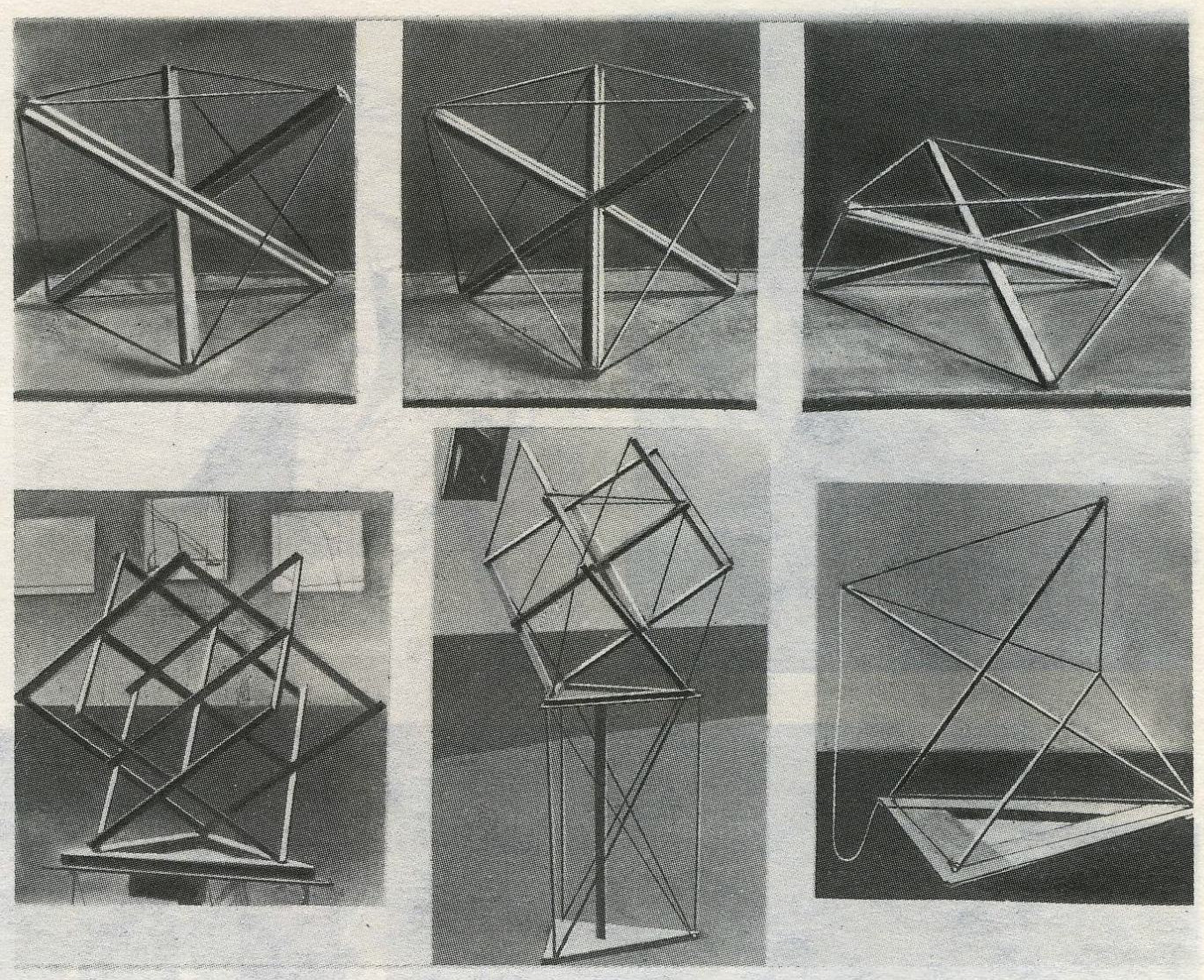
Lotyšský avantgardní umělec Karlis Johansons v roce 1921 vystavil konstrukce, které odpovídají principům tensegrity

První „prototypy” tensegritních modelů začaly vznikat pod rukama lotyšského avantgardního umělce Karlise Johansonse na začátku 20. století. Ten v roce 1921 vystavil „konstrukce s vlastním tahem”, tedy tensegritní struktury – v této době ale tento pojem ještě neexistoval.
Jeho koncepty rozvíjel americký sochař a fotograf Kenneth Snelson. V praxi ukázal, že tlakové prvky mohou poskytnout zpevnění, i když jsou odděleny, nedotýkají se navzájem a jsou drženy v pozicích jen tahem kabelů. Vytvořil několik modelů i soch a jev dnes známý jako tensegrita nazval nazval jako „floating compression”, tedy „plovoucí komprese".
Za samotným pojmem „tensegrita” stojí americký architekt a teoretik Richard Buckminster Fuller, který zkoumal oblasti synergické geometrie. V 60. letech 20. století vytvořil zkratku z dvojsloví „tensional integrity” tedy „integrita s využitím napětí”. Její princip popsal jako „ostrovy komprese plovoucí ve velkém oceánu napětí”.
Ve stejné době nezávisle na Fullerovi a Snelsonovi zkoumal tensegritní struktury také francouzský vědec David Georges Emmerich. Vytvořil tensegritní sochu či koncept města držícího na tensegritě.

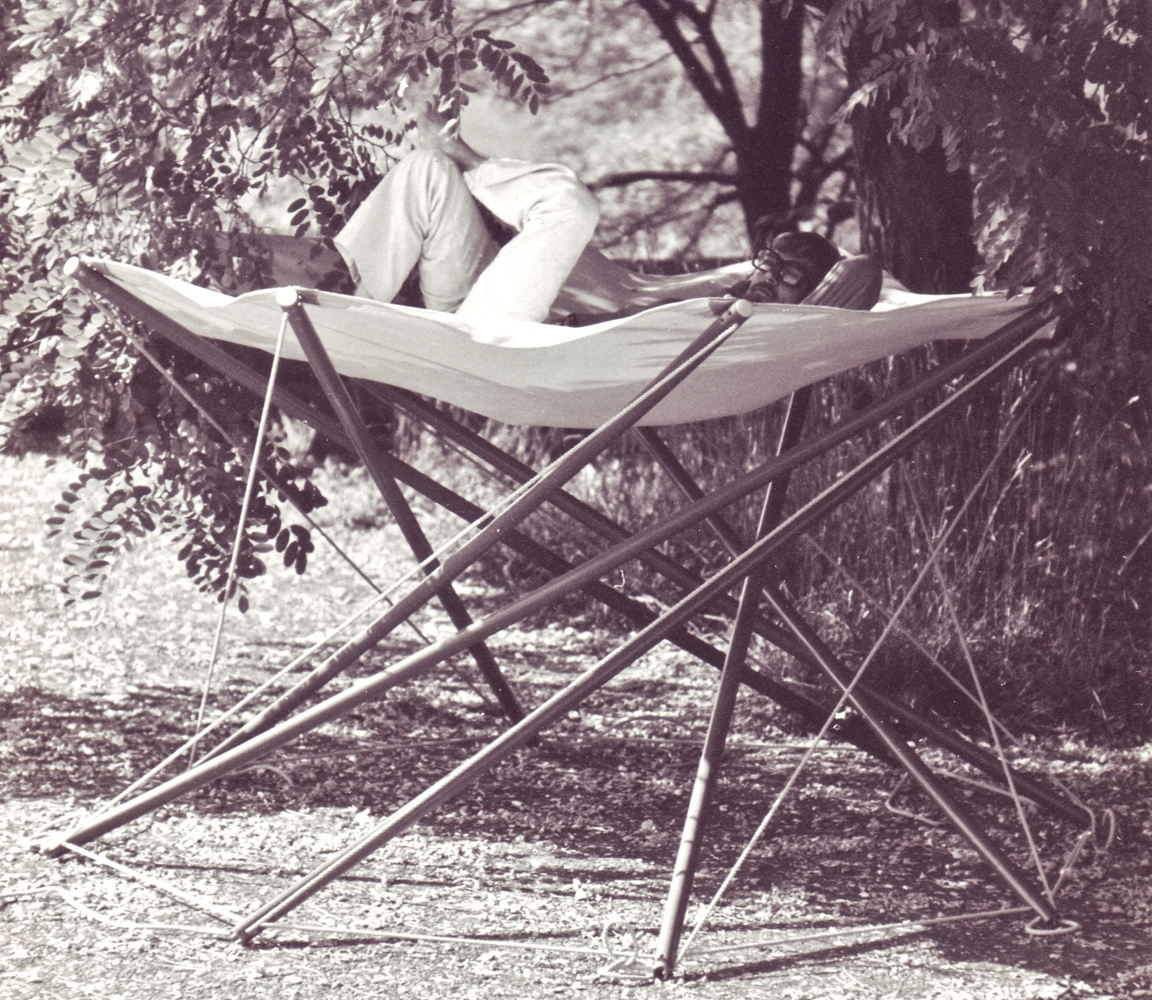
Tensegritní principy lze využít i v oblasti designu. Na obrázku tensegritní lehátko z roku 1970

Všichni tito lidé, myšlenky a modely inspirovaly nadcházející tvůrce z řad architektů, inženýrů i výtvarníků. Způsobily revoluci v tom, jak lidstvo přistupuje k chápání struktur. Tensegrita se totiž stala častým a důležitým prvkem nejen ve stavebnictví.

## Praktické využití
Tensegritu díky jejím výhodným vlastnostem už od pradávna využívají živé organismy. Jde o princip, který lze pozorovat u jednotlivých molekul, buněk, tkání, orgánů i celých organismů. Za jednu velkou tensegritu lze s nadsázkou považovat lidské tělo, jehož strukturu drží dva prvky: kosti, na které působí tlak a svaly, které přenáší tah. Tvrzení, ze lidské tělo představuje tensegritní systém, je velice populární, ale přinejmenším sporné a zavádějící. Lidské tělo neslouží primárně statice, ale pohybu. Pro lidské tělo také neplatí pravidlo, že jediné slabé či nevyvážené místo znamená zhroucení a zánik vzájemné rovnováhy sil.
Lidstvo dlouhou dobu principy tensegrity ve stavebnictví ani v dalších oborech vůbec nepoužívalo. Například ve starověké egyptské, řecké a římské architektuře se tlakům gravitace vzdorovalo výhradně mohutnými bloky kamenů. Teprve později bylo zjištěno, že tah může hrát zásadní roli při udržování celistvosti různých staveb.

### Sochy

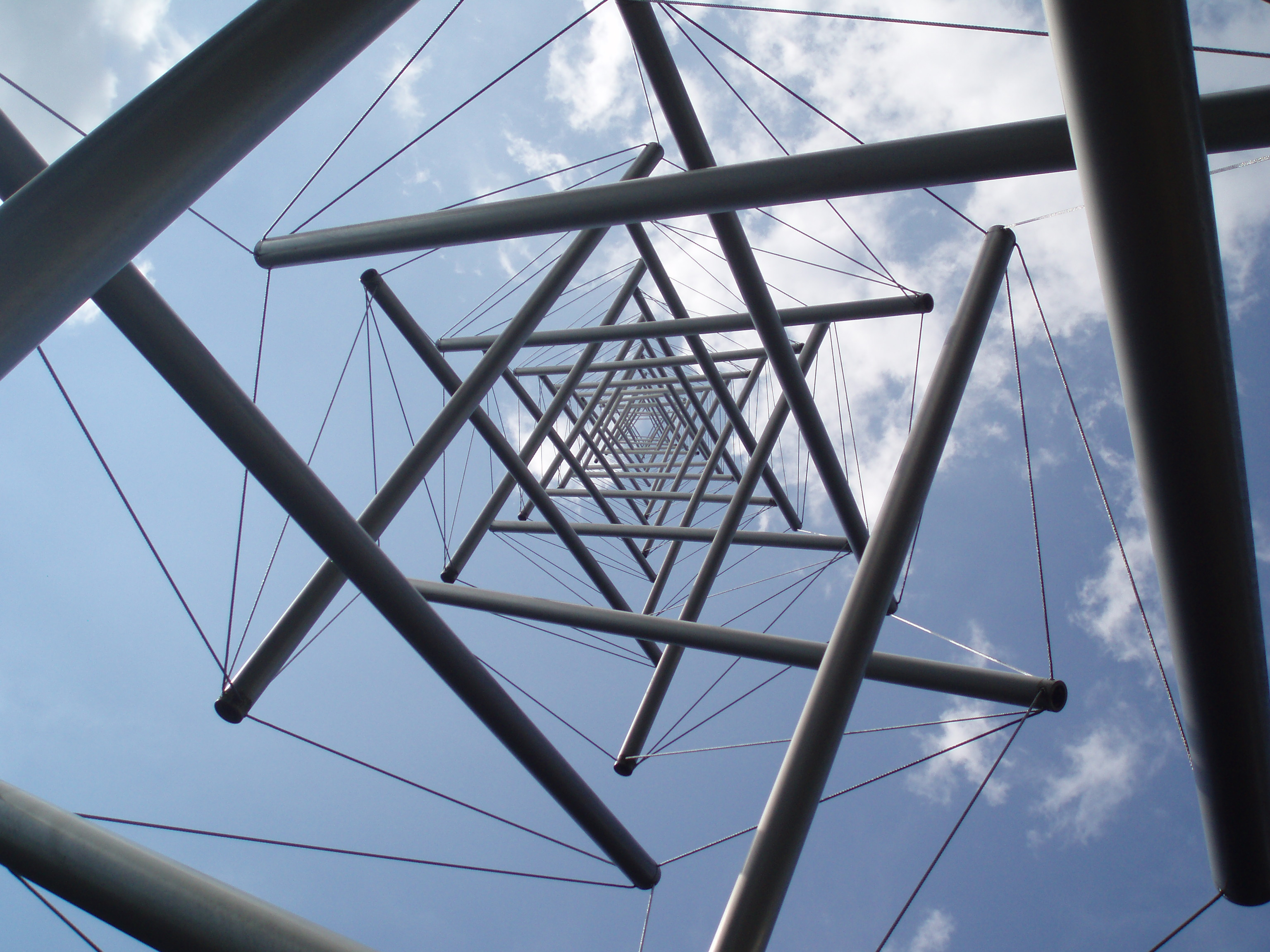
Socha/věž Needle Tower od Kennetha Snelsona při pohledu zdola

Jedna z prvních velkých tensegritních struktur byla věž Needle Tower postavená v roce 1968. Za jejím návrhem stojí Kenneth Snelson. Konstrukce vysoká 26,5 metrů je složena z hliníkových tyčí a ocelových lan. Základem jejího fungování je tensegritní vztah tří tyčí, které jsou zavěšeny na sobě a jejich rozměry se postupně zmenšují. Věž „jehla” je vysoká, stabilní a přitom velice lehká a odolná například vůči větrným podmínkám.[4]

### Mosty
Princip tensegrit je výhodný pro návrhy mostů, jelikož dokáže ušetřit množství materiálu a snížit váhu konstrukce. Většina mostů využívá principy tensegrity částečně, u menší části z nich jde o jeden z hlavních principů fungování:

##### Kurilpa Bridge

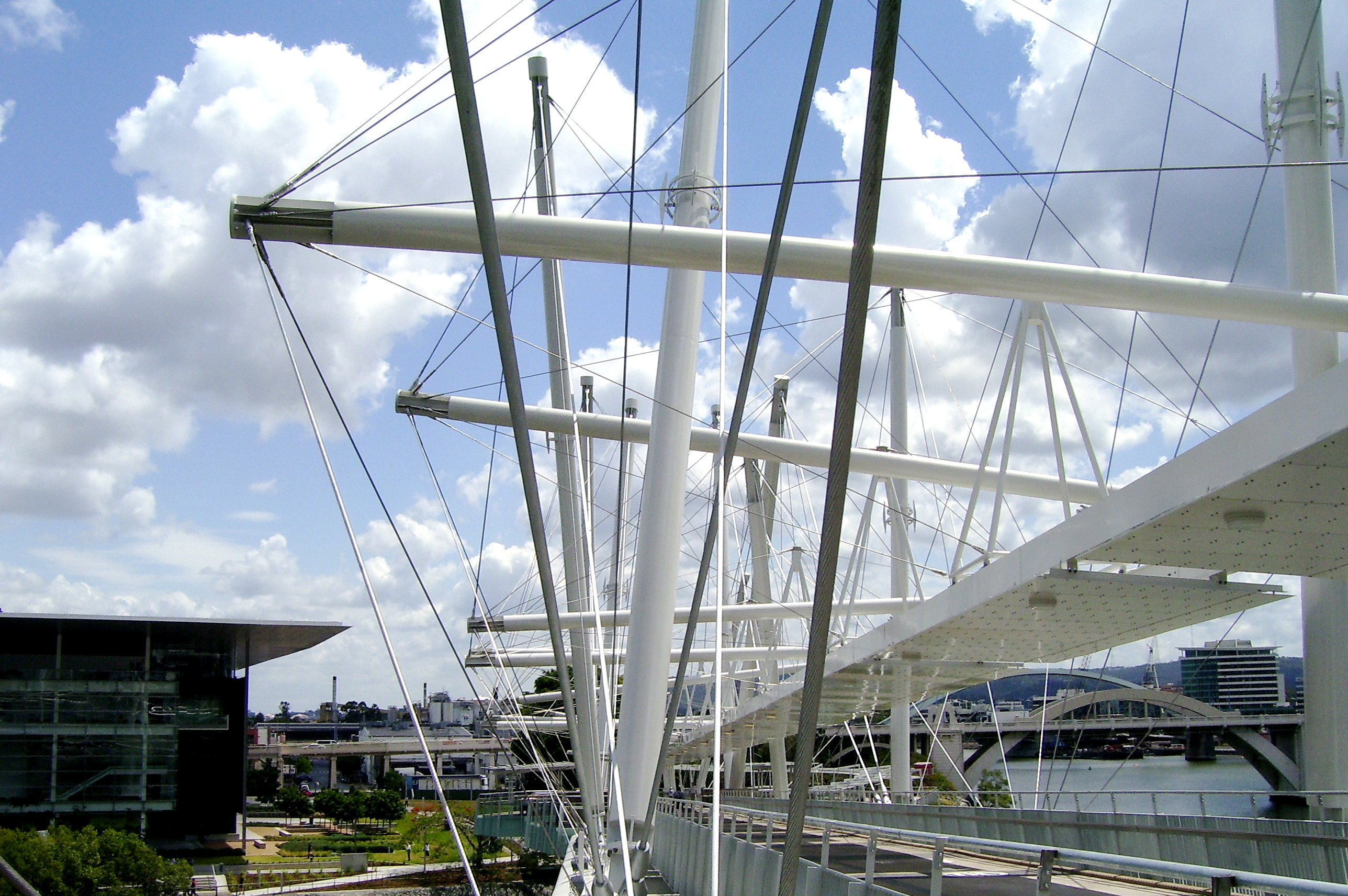
Australský most Kurilpa Bridge i jeho zastřešení drží tensegritní struktury

Kurilpa Bridge je lávkou sloužící pěším a cyklistům v australském Brisbane. Byla postavena v roce 2009 a jde o největší hybridní tensegritní strukturu světa. Celková délka je 470 metrů a největší rozpětí je 120 metrů. Tensegrita drží vodorovné části lávky, svislé podpěry tensegritními strukturami nejsou. Jako tlakové prvky slouží 20 ocelových stožárů, které drží vodorovné prvky lávky a stříšky nad ní pomocí ocelových lan. Odhaduje se, že na výstavbu bylo použito 560 tun konstrukční oceli. Za návrhem stojí ateliér Cox Rayner.

##### Pylons Bridge
Tensegrita drží také mostovku pěší lávky Pylons Bridge v Nizozemsku, která vznikla v roce 2000 dle návrhu Jorda den Hollandera. Má délku 144 metrů a drží na pontonech, ze kterých vychází tensegritní konstrukce, kdy nakloněné pylony pomocí ocelových lan drží mostovku. Cílem projektu bylo uspořit materiály a také minimálně konstrukcemi zasahovat do životního prostředí – což tensegrita umožňuje.

##### Lávka v Almere

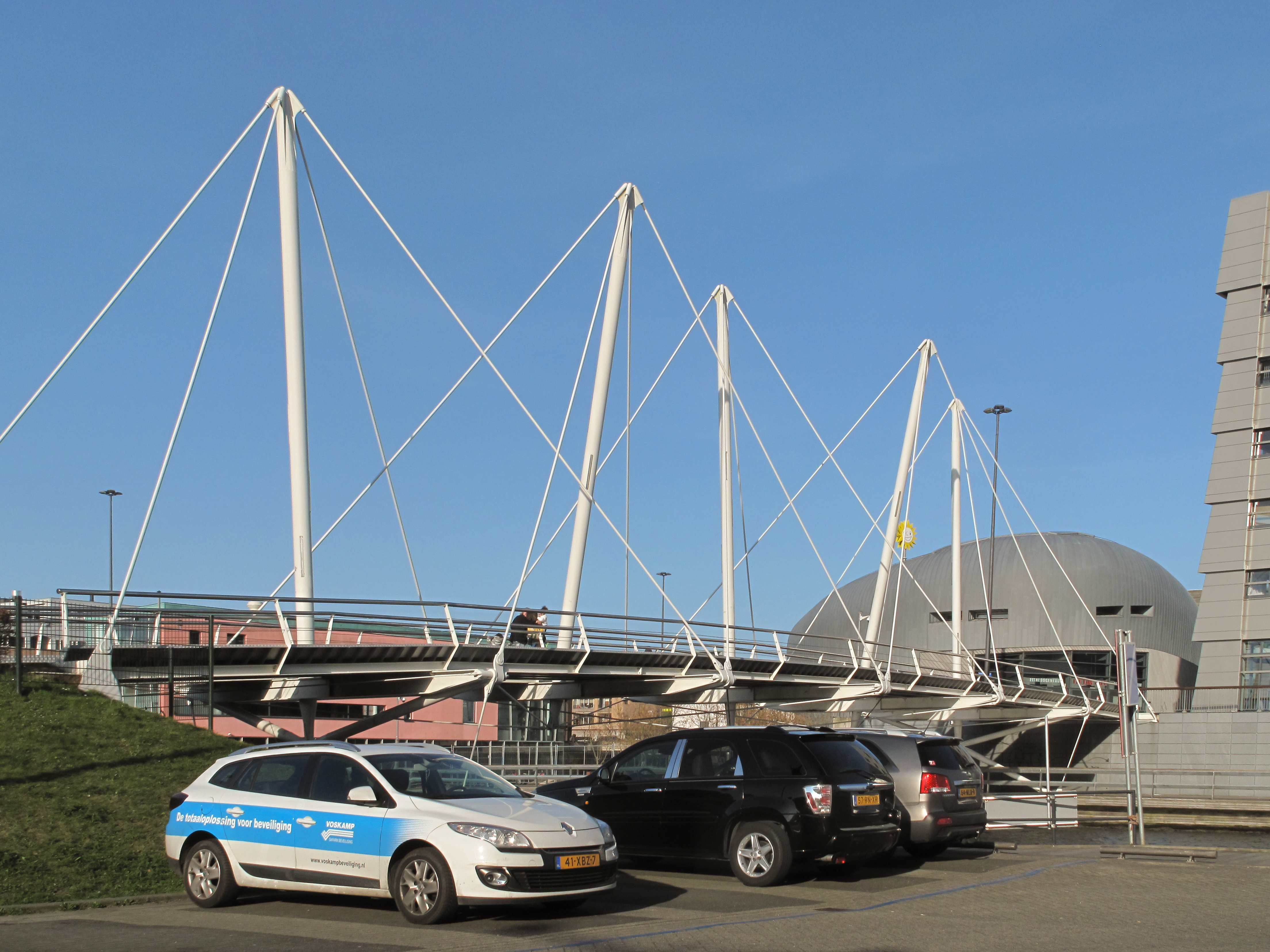
Lávka v nizozemském Almere. Dva vysoké ocelové pilíře drží díky statickým pylonům, zbylé díky tensegritě

Lávka v nizozemském Almere vedoucí přes místní široký kanál od Rene van Zuuk Architekten. Má dva ocelové pilíře, nad kterými jsou stožáry, jenž lany drží mostovku a další stožáry, které už nejsou nad pilíři a drží jen díky tensegritě.

##### Komenského lávka

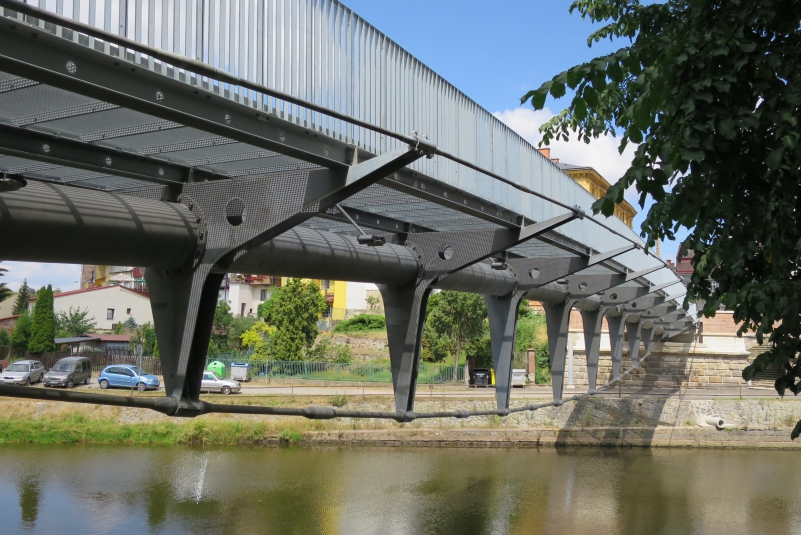
Konstrukce Komenského mostu v Jaroměří drží na principu tensegrity

Most na principu tensegrity lze nalézt i v Česku. Jmenuje se Komenského lávka a od roku 2015 spojuje dvě čtvrti města Jaroměř. Konstrukce inspirovaná lidskou páteří je unikátní v rámci Česka, v Evropě podobnou lávku nalezneme pouze v italské obci Ortisei. Za jejím návrhem stojí architekti Mirko Baum, David Baroš a Vladimír Janata.
Město při architektonické soutěži kladlo podmínku, že mostem musí vést kolektor sítí. To architekty přivedlo na myšlenku proměnit tuto většinou opomíjenou součást mostů na hlavní motiv nosné konstrukce. Vytvořili z ní centrální tlačný prvek, který je na obou březích opřený o ložisko. O stabilizaci se starají tři předpjatá táhla přenášející tah. Dolní, které je svěšeno dolů (směrem ke středu mostu), přenáší svislé síly. Obě táhla horní (postranní) dodávají konstrukci tuhost. O spojení centrální tahové a tří tlakových částí se starají příčníky tvaru písmene Y. Struktura tak využívá tensegritní princip, tedy předpětí tažných prvků silou, která v nich zajišťuje síly tahové.

### Stadiony

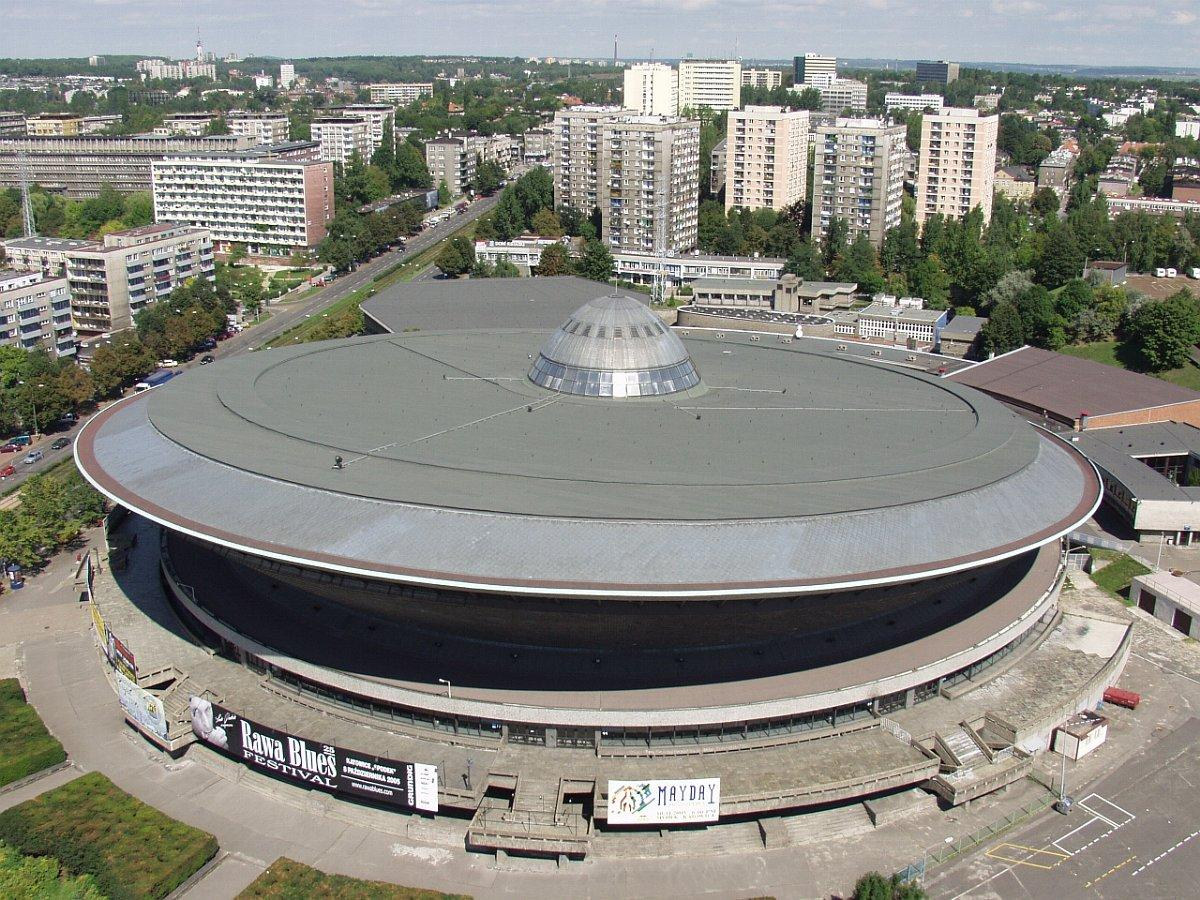
Katovická aréna Spodek pod svou střechou skrývá velkou tensegritní strukturu, která drží celé zastřešení

První velkou tensegritní stavbu, arénu Spodek v polských Katovicích, navrhli polští architekti Maciej Gintowt a Maciej Krasiński. Byla dokončena v roce 1974. Její střecha je založena na lanové konstrukci, ve které nejsou tlakové prvky vázány na sebe, ale drží jen díky lanům, které přenáší tah. Nad otevřeným prostorem arény tak díky tensegritě visí velká kupolovitá struktura.
U stadionů se tento princip rozšířil a díky schopnosti zastřešit velkou plochu lehkou konstrukcí umožnil stavět větší konstrukce, než kdy předtím. Využil ho například olympijský stadion KSPO Dome v Soulu od inženýra Davida H. Geigera (1986), bývalý Georgia Dome v Atlantě (1992), Estadio Ciudad de La Plata v Argentině (2003)[2] nebo Tropicana Field na Floridě (1990).

### Geodetické kopule

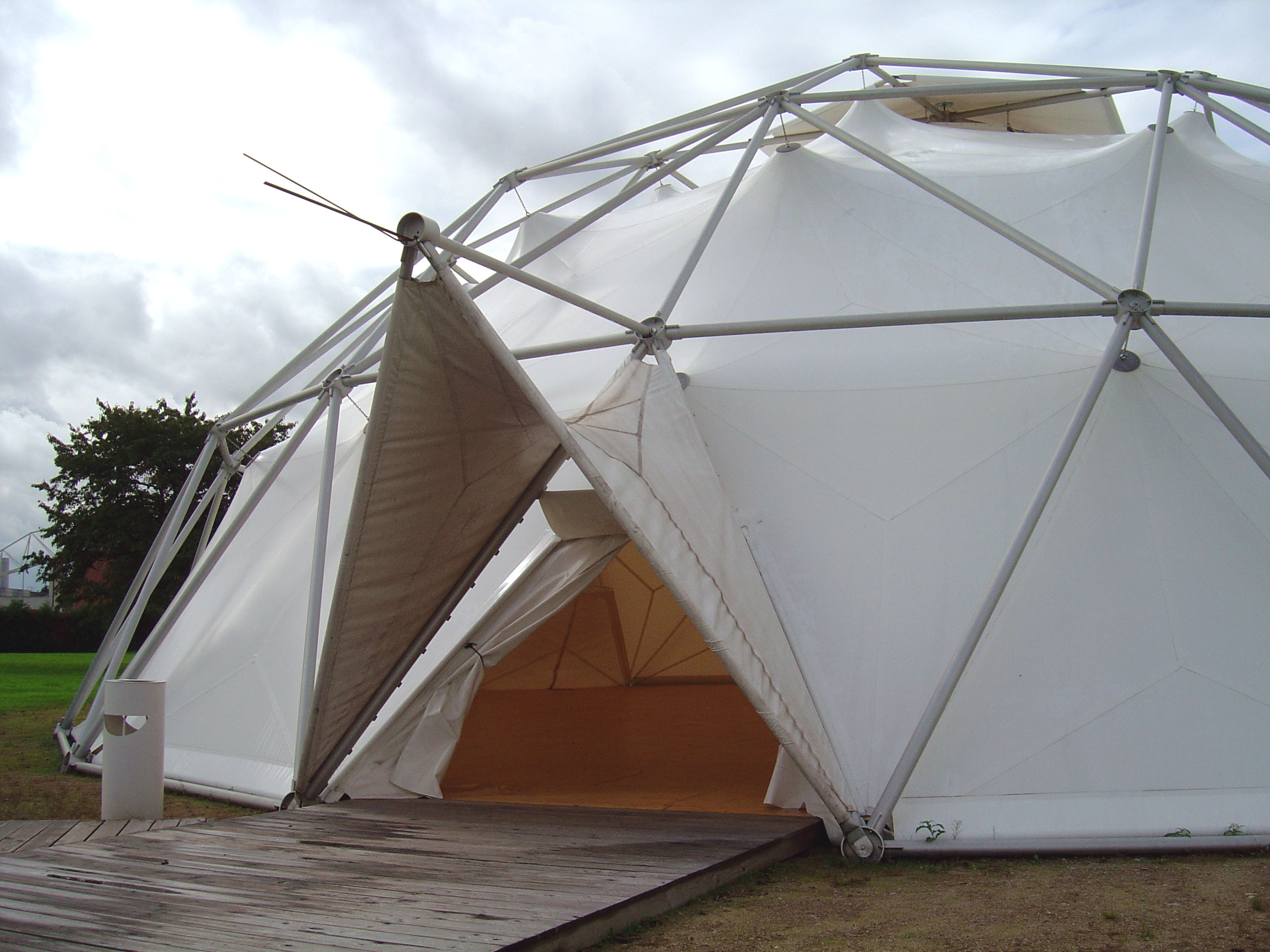
Geodetická kopule Vitra

Z principů tensegrity vychází mnoho typů konstrukce jako například geodetické kopule (klenby). Jde o kulovité útvary s množstvím trojúhelníkových stěn. Když stěn přibývá, jejich úhly mizí a mnohoúhelník se blíží kouli. Geodetické klenby jsou stabilní, spotřebovávají méně materiálu, mají modulární charakter, dobře odolávají větru, díky kulovitému tvaru minimalizují plochy. Takové konstrukce se využívají jako ochrany skladovacích prostorů, zastřešení koncertních hal, sportovních stadiónů, veletržních pavilónů či mobilních stanů.

### Další využití
V Česku vypracoval projekt na základě tensegrity student Ondřej Otýpka z ateliéru Miloše Floriána na FA ČVUT. Získal za něj v roce 2009 cenu v soutěži studentských Olověný Dušan. Jeho projekt Tensegrity Tower představuje možný koncept výškové polyfunkční budovy. Vnější pohyblivý obvodový plášť je tvořen spolupůsobením nosné konstrukce – tensegrity a výplňové transparentní elastické membrány. Taková konstrukce je schopna lépe odolávat účinkům větru. Na principu tensegrity vytváří některá svá díla i český architekt Martin Rajniš (Artefakt, Dóm chaosu).

### Budoucnost

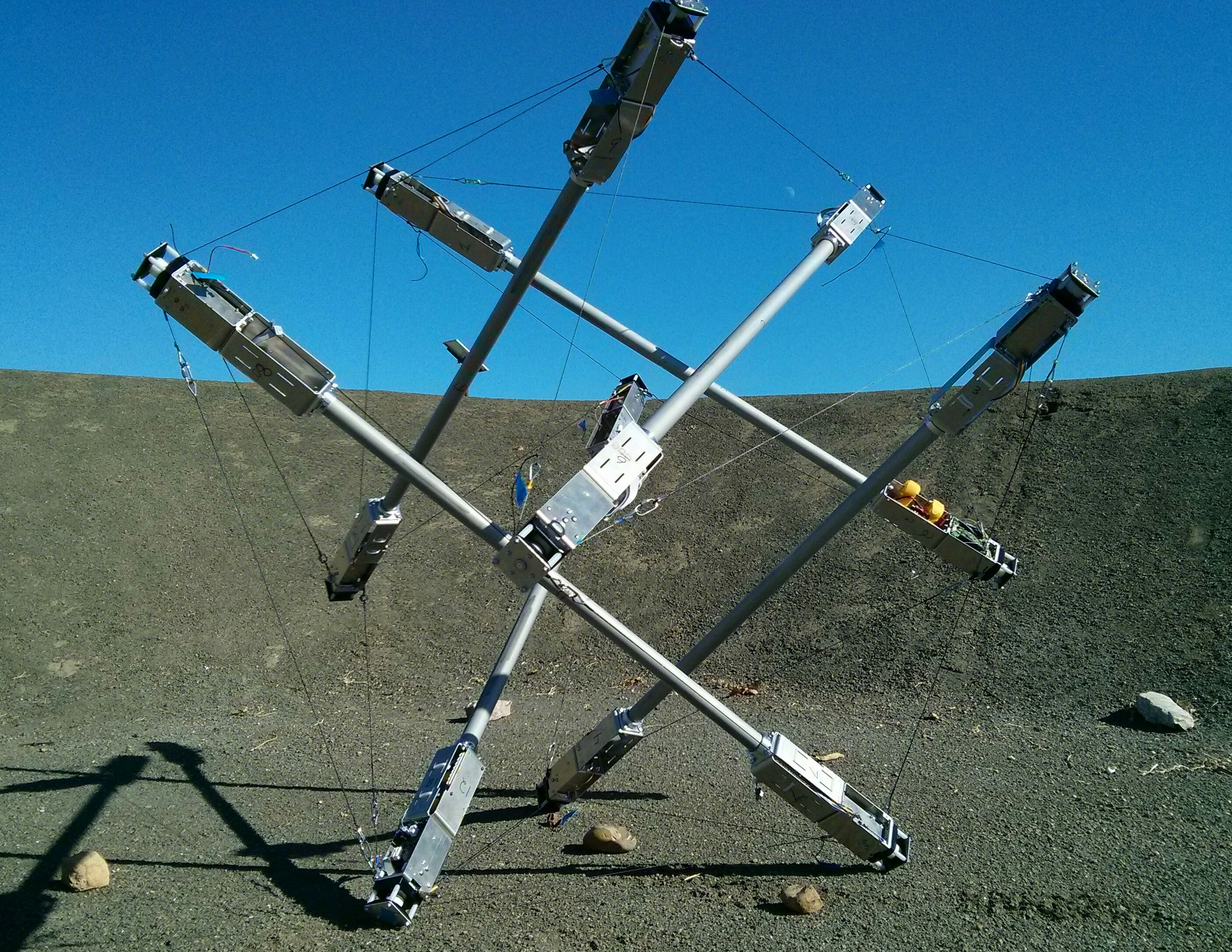
Prototyp přistávací sondy NASA SUPERball

Na začátku 21. století nejsou stavby plně využívající tensegritní principy masově rozšířené. Využívání tensegritních principů v různých oblastech vědy se dle přibývajícímu množství citací na odborných webech stále zvětšuje. Americká kosmická agentura NASA testovala robota NASA SuperBall, který by v budoucnu mohl přistávat jako sonda na různých planetách.